# 조지 웬트
조지 웬트(George Robert Wendt Jr., 1948년 10월 17일 ~ 2025년 5월 20일)는 미국의 배우, 희극인이었다. NBC 시트콤 《치어스》(1982-93) 출연을 통해 프라임타임 에미상 코미디 시리즈 부문 남우조연상 후보에 연속 6차례 올랐다.

## 출연 작품
- 아메리카니쉬 (2021)
- 클립트 (2015)
- 산타 버디즈 (2009)
- 클린 브레이크 (2008)
- 새터데이 모닝 (2007)
- 브라이언 러브스 유 (2007)
- Santa Baby (2006)
- 키즈 인 아메리카 (2005)
- 에드몬드의 범죄 (2005)
- 개미들의 왕 (2003)
- 가족 (2001)
- 더 푸치 앤 더 포퍼 (2000)
- 프라임 기그 (2000)
- 이상한 나라의 앨리스 (1999)
- 아웃사이드 프로비던스 (1999)
- 에이리언 터미네이터 2 (1998)
- 스파이스 월드 (1997)
- 스페이스 트러커 (1997)
- 바이 바이 블루 (1995)
- 아빠 수업 (1995)
- 사랑 이야기 (1992)
- 비공개 (1991)
- 집시 반란 (1990)
- 네버 세이 다이 (1988)
- 비밀 경찰(영어판) (1988)
- 겅호 (1986)
- 하우스 (1986)
- 후레치 (1985)
- 내 사랑 로라 (1984)
- 드림스케이프 (1984)
- 씨프 하트 (1984)
- 에어플레인 2 (1982)
- 성숙의 조건 (1980, My Bodyguard)
- 사랑의 은하수 (1980)

### 텔레비전
- 부부 탐정 (1981)
- 매시 (1982)
- 치어스 (1982-93)
- 새터데이 나이트 라이브 (1986, 1991)
- 사인펠드 (1992)
- 형사 콜롬보 (1995)
- 이야기 도시 (1996)
- 미녀마법사 사브리나 (2001-02)
- 프레이저 (2002)
- 마스터즈 오브 호러 - 가족 편 (2006)
- 댄싱 위드 더 스타 (2007)
- 쇼킹 패밀리 (2007-09) - 목소리
- 고스트 위스퍼러 (2010)
- 프레시 오프 더 보트 (2018)
- 더 마스크드 싱어 (2023)

## 사진

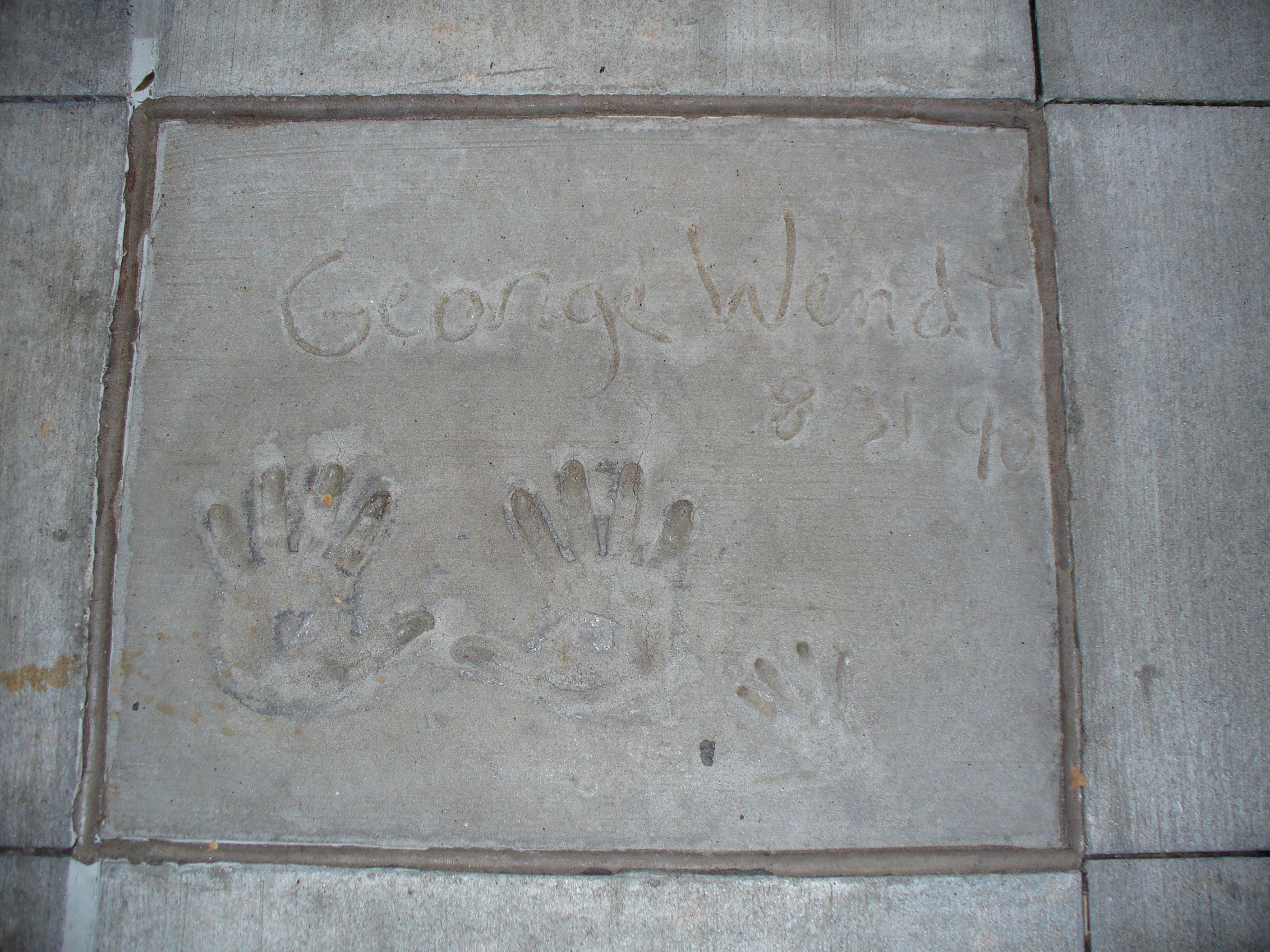
테마파크 할리우드 힐스 원형극장 앞에서 콘크리트로 그린 웬트의 손자국